# Efecto tardío
En medicina, un efecto tardío es una afección que aparece después de que la fase aguda de una afección causal anterior ha seguido su curso. Un efecto tardío puede ser causado directamente por la afección anterior o indirectamente por el tratamiento de la afección anterior. Algunos efectos tardíos pueden ocurrir décadas después. Históricamente, los efectos tardíos han sido muy difíciles de conectar con sus causas, pero a medida que la supervivencia y la duración de la vida han aumentado y el "seguimiento" se ha convertido en una práctica estándar, estas conexiones se están estableciendo. Un período, a menudo muy largo, de salud no afectada por las condiciones de efecto inicial y tardío distingue un efecto tardío de una secuela o una complicación. Un código para tal condición estaba presente en la ICD-9 pero ya no está presente en la ICD-10.

## Ejemplos
- La varicela puede ser seguida décadas más tarde por el herpes zóster: ver herpes zóster
- La quimioterapia, la radioterapia y la cirugía para curar un cáncer pueden resultar años más tarde en otro cáncer no relacionado e infertilidad o subfertilidad: ver oncofertilidad[1]
- Es posible que las mujeres sobrevivientes de leucemia infantil tratadas con radioterapia craneal no puedan amamantar porque no lactan[2]